# Пьяный мастер
«Пья́ный ма́стер» (англ. Drunken Master, иер. трад. 醉拳, кант.-рус.: Чёй кхюнь, буквально: «Пьяный кулак») — гонконгский художественный фильм 1978 года режиссёра Юнь Вопхина в жанре комедийного боевика с боевыми искусствами. Фильм был успешным в прокате Гонконга, собрав в два с половиной раза больше, чем предыдущий фильм с Джеки Чаном, «Змея в тени орла», который также считается успешным. Другое известное русское название фильма — «Их звали Костоломы» (нем. Sie nannten ihn Knochenbrecher).

## Сюжет
Вон Фэйхун (в некоторых переводах — Фредди Вонг) — сын мастера кунг-фу. Недисциплинированный хулиган, но при этом имеющий прекрасные способности к кунг-фу, он не слушается отца и дерётся с каждым встречным, доставляя этим неприятности отцу и его школе. Отец отдаёт его для обучения старику Соу, знатоку стиля «восьми пьяных святых». Начальное обучение новому стилю очень тяжёлое и выглядит как откровенное издевательство учителя над учеником. Парень всеми силами пытается отлынивать и, в конце концов, сбегает от учителя… и тут же нарывается на неприятности — сталкивается с мастером по прозвищу Молниеносная Нога, зарабатывающим на жизнь заказными убийствами. Мастер не убивает молодого нахала, а лишь унижает, демонстрируя несовершенство его кунг-фу, и обращает в бегство раздетым. Подавленный позорным поражением, Фэйхун (Фредди) возвращается к учителю, извиняется и просит учить его дальше. В результате он за год осваивает новый стиль, став действительно непобедимым. В финале он успевает победить Молниеносную Ногу, которому заплатили за убийство его отца, и спасти отца от гибели.

## В ролях
| Актёр        | Роль                           |
| ------------ | ------------------------------ |
| Джеки Чан    | Вон Фэйхун                     |
| Юнь Сиутхинь | Нищий Соу                      |
| Хван Чжон Ри | Молниеносная Нога (Им Тхитсам) |
| Дин Сэк      | Койсинь                        |
| Лам Кау      | Вон Кхэйин                     |
| Тино Вон     | Лэй Лунмин                     |
| Сюй Ся       | Король Бамбука                 |
| Макс Ли      | Картошка                       |
| Ван Ханьчэнь | хозяин ресторана               |
| Линда Линь   | тётя Фэйхуна                   |
| Чён Кам      | Та Куйтай                      |
| Юнь Сёньи    | Чань Куоквай                   |
| Фун Кинмань  | Лэй Маньхоу                    |
| Юнь Вопхин   | человек с корзиной зелени      |

## Съёмочная группа
- Кинокомпания: Seasonal Film Corporation
- Продюсер: Ын Сиюнь
- Режиссёр: Юнь Вопхин
- Ассистент режиссёра: Хо Тхиньсин, Сяо Лун, Норман Ло
- Постановка боёв: Юнь Вопхин, Сюй Ся, Бренди Юнь, Кори Юнь[англ.], Юнь Сёньи[англ.]
- Художник: Джонатан Тин
- Сценарий: Ын Сиюнь, Сяо Лун
- Композитор: Чау Фуклён
- Грим: Коу Сиупхин, Лоу Сёйлинь, Пау Куоклань
- Дизайнер по костюмам: Хун Кхюньхой
- Оператор: Чён Хой
- Монтаж: Пхунь Хун

## Технические данные
- Язык: кантонский
- Продолжительность: 111 мин
- Изображение: цветной
- Плёнка: 35 мм
- Формат: 2,35:1.
- Звук: моно

## Кассовые сборы в Гонконге
За тридцать дней кинотеатрального проката в Гонконге, с 5 октября по 3 ноября 1978 года, фильм собрал чуть больше шести с половиной миллионов гонконгских долларов. Благодаря этому картина заняла второе место в списке самых кассовых фильмов Гонконга за 1978 год, уступив лишь комедии «Контракт» (кит. трад. 賣身契).

## Награды и номинации
16-й Тайбэйский кинофестиваль Golden Horse (1979) — номинации в следующих категориях:
- Лучший художественный фильм
- Лучшая мужская роль второго плана — Юнь Сиутхинь

## Историческая основа
Персонаж Джеки Чана Хуан Фэйхун — реальная фигура китайской истории, мастер единоборств, целитель и революционер. Он стал героем китайского фольклора. Другой персонаж, Соу Чхань или «Нищий Соу» — также основан на историческом Соу Чхане (Су Цане), одном из «Десяти Кантонских Тигров», в число которых входил и отец Фэйхуна Вон Кхейин (Хуан Циин).

## Продолжения и подражания
В 1979 году Юнь Сиутхинь снова сыграл роль Нищего Соу в фильме Юнь Вопхина «Пьяный кулак Юга и Севера», который иногда называют «Пьяный мастер 2», хотя он не является настоящим продолжением «Пьяного мастера» и в нём нет персонажа Джеки Чана. Настоящее продолжение «Пьяный мастер 2» вышло в 1994 году, этот фильм известен также как «Легенда о пьяном мастере». Несмотря на «продолжаемость», фильм практически не имеет ничего общего с оригиналом.
Было снято множество подражаний: «Пьяный монах из Шаолиня» (1982) с Гордоном Лю, «Пьяный тайцзи» (1984) с Донни Йеном, «Пьяный мастер 3» (1994) с Энди Лау.
В 2010 году Юнь Вопхин, режиссёр этой киноленты, снял фильм «Настоящая легенда», который можно назвать приквелом, так как в нём объясняется, почему Нищий Соу стал пьяницей.

## Другие названия
Данные приведены в соответствии с IMDb.
- англ. Drunken Master International (imdb display title) (English title) / Italy / UK / USA
- швед. Örnens klor Sweden
- малайск. Cakar monyet dalam pandangam harimau Malaysia (Malay title)
- англ. Challenge India (English title)
- англ. Drunken Fist Hong Kong (literal title) (Mandarin title)
- англ. Drunken Monkey in the Tiger's Eyes Hong Kong (English title)
- англ. Eagle Claw, Snake Fist, Cat's Paw, Part 2 (undefined)
- нем. Ein Halleluja für 2 Schlitzohren West Germany
- исп. El mono borracho en el ojo del tigre Spain
- греч. Gyalia karfia stin Apo Anatoli Greece
- нем. Jackie Chan - Der Superbomber mit der schnellen Faust West Germany
- фин. Kotkan kynnet Finland (video title)
- фр. Le maître chinois France
- серб. Majstor crnog pojasa Serbia (imdb display title)
- порт. O Grande Mestre dos Lutadores Portugal (imdb display title)
- пол. Pijany mistrz Poland
- венг. Részeges karatemester Hungary (imdb display title)
- нем. Sie nannten ihn Knochenbrecher West Germany
- англ. The Drunken Master Philippines (English title)
- кит. Zui quan Hong Kong (Mandarin title)

## Видеорелизы
- 24 апреля 2000 — Великобритания (дистрибьютор — Hong Kong Legends[англ.]).
- 2 апреля 2002 — США (дистрибьютор — Columbia Pictures).
- 18 марта 2004 — Франция (дистрибьютор — HKVideo).
- 30 апреля 2004 — Гонконг (дистрибьютор — Mei Ah Entertainment[англ.]).

В России фильм также выпускался на лицензионных DVD и VHS от ВидеоСервис, а также на пиратских видеокассетах.